# Schistonota
Los esquistonotos (Schistonota) son uno de los dos subórdenes en que se divide el orden Ephemeroptera. Es posible que sea un grupo parafilético.

## Superfamilias

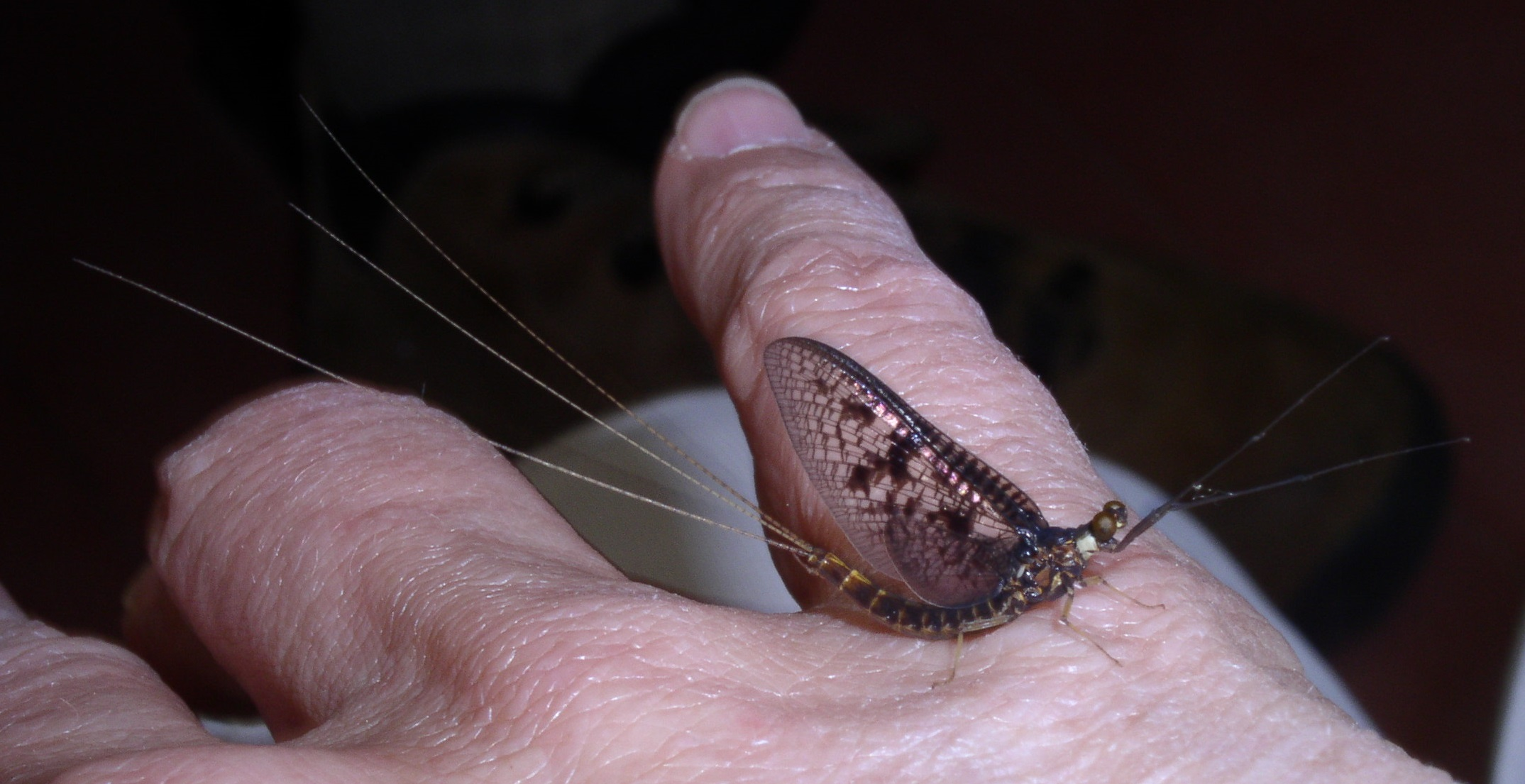
Ephemera simulans macho

- Baetoidea
- Ephemeroidea
- Heptagenioidea
- Leptophlebioidea